# کلومنک
کلومنک (به فرانسوی: Clumanc) یک کمون (فرانسه) در فرانسه است که در canton of Barrême واقع شده‌است. کلومنک ۵۳٫۶۸ کیلومتر مربع مساحت دارد ۸۰۰ متر بالاتر از سطح دریا واقع شده‌است.